# Янне Андерссон
Янне Андерссон (швед. Janne Andersson; нар. 29 вересня 1962, Гальмстад) — шведський футболіст, що грав на позиції нападника. По завершенні ігрової кар'єри — тренер. З 2016 року очолює тренерський штаб збірної Швеції.

## Ігрова кар'єра
Янне Андерссон народився 29 вересня 1962 року в Гальмстаді. Свою кар'єру почав у віці дванадцяти років, коли він за вказівкою друзів вирішив піти до футбольної секції. Андерссон робив великі успіхи і вже через три роки потрапив до складу клубу «Алетс». Через два сезони він підписав з клубом контракт, відігравши в ньому сім сезонів.
У 1987 році Андерссон недовго пограв за клуб «Гальмія», а потім ще п'ять років грав в рядах «Алетс», з яким починав свій футбольний шлях.
Завершив професійну кар'єру футболіста у клубі «Лагольмс» у 1993 році.

## Кар'єра тренера
Протягом останніх чотирьох років своєї кар'єри Ян за сумісництвом з професією футболіста обіймав посаду тренера команд «Алетс» і «Лагольмс». Також тривалий час був асистентом у клубі «Гальмстад», а в 2004 році очолив команду. Там він пробув п'ять сезонів тренуючи команду вищого дивізіону країни, а потім став наставником «Ергрюте».
З 2011 по 2016 рік був головним тренером ІФК Норрчепінг, з яким у 2015 році став чемпіоном та володарем Суперкубка Швеції.
7 квітня 2016 року було оголошено, що Андерссон очолить збірну Швеції після завершення Євро-2016. З осені 2016 року і по січень 2017 року Ларс Лагербек був радником Янне Андерссона. 13 листопада 2017 року Андерссон вивів Швецію на чемпіонаті світу 2018 року в Росії після того, як команда посіла друге місце у відбірковій групі А і несподівано вибила в плей-оф Італію.

## Титули і досягнення
- Чемпіон Швеції (1): 2015
- Володар Суперкубка Швеції (1): 2015